# هيلين براون (رسامة)
هيلين براون (بالإنجليزية: Helen Brown)‏ هي رسامة نيوزيلندية، ولدت في 1917 في أوكلاند في نيوزيلندا، وتوفيت في 1986.